# Dinas Emrys

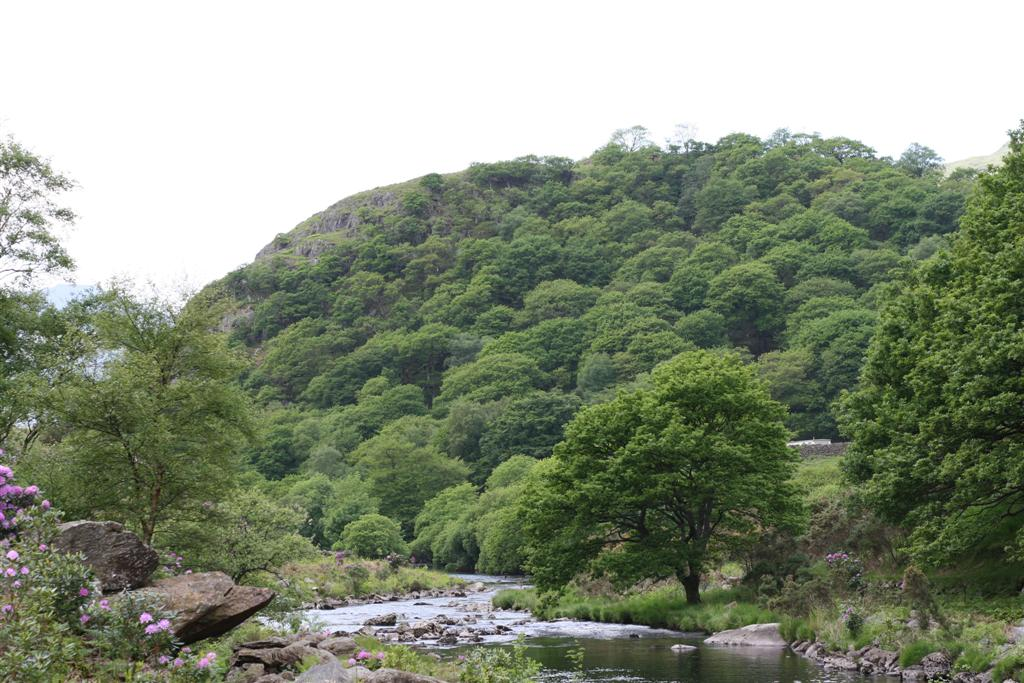
Dinas Emrys avec la Glaslyn au premier plan.

Dinas Emrys (en gallois : « forteresse d'Ambrosius ») est une butte rocheuse et boisée près de Beddgelert à Gwynedd, au nord-ouest du Pays de Galles. 

## Description
Elle s'élève à quelque 250 pieds au-dessus du sol de la vallée de la rivière Glaslyn, surplombant l'extrémité sud de Llyn Dinas en Snowdonia.
Il reste quelques traces des structures du château qui s'y trouvait, ses remparts de pierre et la base d'un donjon. Certains[Qui ?] croient que le château a été érigé par Llywelyn le Dernier pour garder la route du col de montagne de Snowdon.
L'étymologie, et une certaine légende rapportée par Geoffroy de Monmouth, rapporte que cette colline abritait le château du roi Vortigern, régulièrement détruit par des tremblements de terre. Le roi, conseillé par ses astrologues, alla demander à un enfant sans père doué du don de divination (la première figure de l'enchanteur Merlin) la raison de ces séismes incessants. L'enfant répondit que sous la colline vivaient un dragon rouge et un dragon blanc, qui se combattaient férocement et sans répit. Vortigern fut forcé de constater qu'il avait dit vrai. Mais lorsque le dragon rouge périt brûlé par son adversaire, le jeune Merlin prédit au souverain qu'il subirait le même sort bientôt, lorsque le roi légitime, Uther Pendragon, reviendrait pour se venger. La suite assure que la forteresse terminée fut rapidement prise d'assaut par l'armée d'Uther, et qu'elle finit brûlée dans un grand incendie où Vortigern trouva la mort.
Si on excepte la légende, le terme d'Emrys, Ambrosius en latin, indique une référence claire à Ambrosius Aurelianus, lui-même fortement lié à la légende arthurienne. Il est aussi intéressant de noter que la région possède de nombreuses routes et chemins relatifs à Elen de Caernarfon, elle aussi liée à cette époque légendaire.

## Dinas Emrys dans l'art

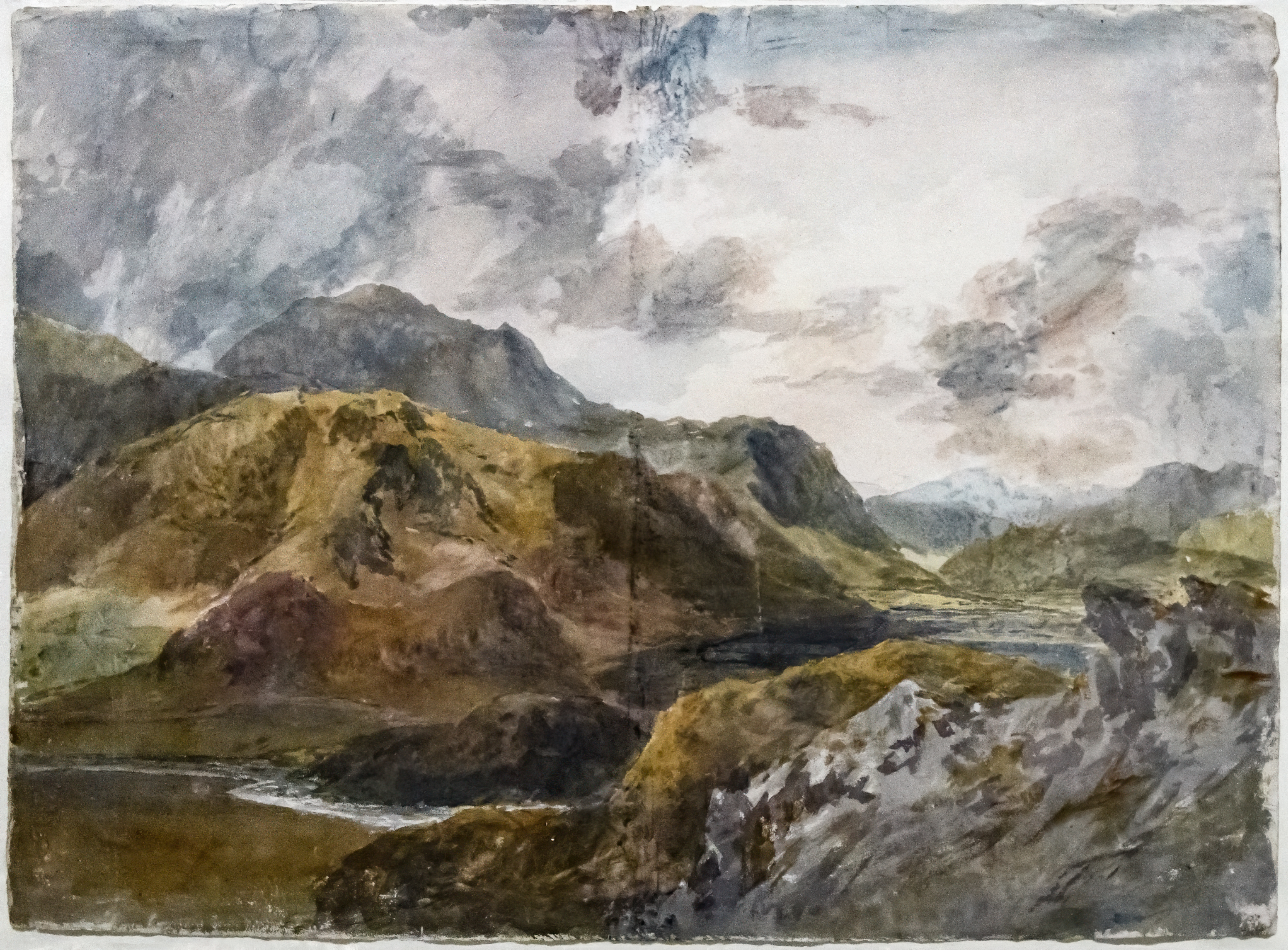
Snowdon and Dinas Emrys from above Beddgelert - William Turner - Tate Britain